# Розови връзки за обувки
Розови връзки за обувки (на испански: Agujetas de color de rosa) е мексиканска теленовела, създадена от Сюзън Кроули, режисирана от Ото Сирго и Карина Дупрес и продуцирана от Луис де Яно Маседо за Телевиса през 1994-1995 г.
В главните роли са Анхелика Мария, Алберто Васкес и Карлос Брачо, в младежките роли се превъплъщават Наталия Есперон, Флавио Сесар и Алексис Аяла, а в отрицателните са Мария Тереса Ривас, Габриела Асел, Анхелика Арагон, Едит Маркес, Лиляна Веймер, Роксана Чавес, Нора Салинас и Серхио Блас.

## Сюжет
Елиса току-що е останала вдовица и сега трябва сама да отгледа трите си деца - Паола, Даниел и Ана. Елвира, майката на починалия Естебан, иска да присвои наследството му и заради това наема Хулиан Ледесма, гнусен и амбициозен адвокат, който е влюбен в Паола, която иска да бъде фигуристка, тъй като ледената пързалка ѝ действа вдъхновяващо и успокояващо.
Гонсало е добър човек, но съпругата му изоставя него и двете им деца - Мартин и Луисито, така че сега той трябва да положи всички усилия, за да предотврати разпадането на семейството си. Мечтата на Мартин е да стане известен певец и да подпише договор със звукозаписна компания.
Един ден Елиса се запознава с Гонсало и въпреки несгодите им между тях започва красиво приятелство, което ще ѝ служи в трудни моменти. Когато Паола и Мартин се срещат, между тях възниква омраза, която по-късно се превръща в любов, въпреки интереса, който Мартин демонстрира към приятелката на Паола - Ванеса Дел Морал, дъщеря на собственика на пистата, където Паола работи като сервитьорка и където се пързаля.
Забелязвайки интереса, възникнал между Мартин и Паола, Ванеса се опитва да разруши връзката им. Ванеса се превръща в съперница на леда срещу доскорошната си приятелка. По време на състезание Ванеса блъска Паола в прозорците около пистата. Цялата общественост е шокирана от случващото се. Паола веднага е откарана в болница. Лекарите съобщават, че има вероятност Паола повече да не може да ходи. Въпреки всички първоначални прогнози и след няколко лечения и операция, Паола отново прохожда.
Междувременно Ванеса тръгва на турне с Мартин. Мартин моли Ванеса да напусне групата, в която трудно я изтърпяват. Следващите седмици са относително спокойни.
Ванеса започва да проявява симптоми на заболяване, които тревожат майка ѝ. Тя изпраща някои анализи на дъщеря си и чрез тях се потвърждава, че дъщеря ѝ страда от рак и че остава малко време за живот. Съкрушена, майката на Ванеса моли да се види с Мартин, на когото тя разказва за болестта на дъщеря си. Младежът е шокиран. Майката го моли да се ожени за Ванеса, за да я зарадва в последните ѝ моменти. Мартин се колебае дали да приеме, но когато Ванеса припада пред него и Паола, решава да приеме. Предложението за брак на закъснява.
Бъдещият брак е публично достояние. Паола не се чувства добре от създалата се ситуация. Пристига денят на сватбата и преди събитието да започне, Ванеса започва да се чувства зле. Тя е преместена в дома си, където всички гости чакат. Най-накрая настъпва трагичният момент.
След като Ванеса е погребана, Паола и Мартин възобновяват връзката си. Но конфликтите на Мартин с мениджъра му стават все по-големи и младежът решава да се изправи срещу него. Това кара Мартин да бъде несправедливо отведен в затвора. Отчаяната Паола иска помощта на Хулиан Ледесма, който се съгласява да изведе Мартин от затвора. Паола се съгласява в знак на благодарност да се омъжи за него. Мартин е освободен, докато бившият му мениджър е отведен в затвора.
В това време, сантименталната връзка между Елиса и Гонсало, който междувременно се е развел със съпругата си, преживява криза. Ревността завладява Гонсало, когато се появява нов претендент за Елиса – Сесар. След изясняване на недоразуменията, Елиса и Гонсало започват връзката си отначало.
Мартин търси Паола. Тя обаче вече е омъжена за Хулиан и освен това му казва, че вече не го обича. Гонсало съветва сина си да забрави завинаги за Паола. Като се има предвид това, младежът решава да отиде на турне в чужбина, защото не му остава нищо, което да спре това. Мартин и групата му тръгват на турне, достигайки грандиозен успех и се издигат до категорията на признатите артисти.
Гонсало, щастлив от успеха на сина си, решава да отложи връзката си с Елиса за известно време, за да отиде да види Мартин. Но самолетът, в който пътува, пада, а последиците за пътниците са фатални. С това животът на Гонсало приключва, а също и любовта между него и Елиса.
Минава време, бракът между Хулиан и Паола е изправен пред сериозни проблеми. Елиса и семейството ѝ влизат в един интернат, където започват нови истории. Трудностите за Паола и нейното семейството продължават, но накрая щастието триумфира.

## Актьори
Част от актьорския състав:
- Анхелика Мария - Елиса Моран вдовица де Армендарес
- Алберто Васкес - Гонсало Давила
- Карлос Брачо - Хорхе Бош
- Наталия Есперон - Паола Армендарес Моран
- Флавио Сесар - Мартин Давила
- Алексис Аяла - Хулиан Ледесма
- Мария Тереса Ривас - Доня Елвира вдовица де Армендарес
- Габриела Асел - Ванеса Дел Моран
- Педро Армендарис мл. - Аарон Самора
- Роксана Чавес - Ирма де Самора
- Лиляна Веймер - Патрисия де Давила
- Еулалио Гонсалес „Пипоро“ - Антонио Росас
- Анхелика Арагон - Берта
- Едуардо Линян - Алонсо Дел Морал
- Анел - Ребека де Дел Морал
- Давид Остроски - Виктор Мануел Медина
- Оскар Сервин - Бруно
- Монсерат Онтиверос - Авелина Гомес Калдерон
- Педро Уебер „Чатануга“ - Николас Давила
- Херман Робрес - Хайме
- Иран Кастийо - Сесилия Самора Гомес
- Хосе Мария Торе - Даниел Армендарес Моран
- Марисол Михарес - Рената Самора
- Алан Гутиерес - Херонимо Мартинес
- Марисол Сентено - Ана „Анита“ Армендарес Моран
- Фелипе Коломбо - Луис „Луисито“ Давила
- Леонардо Даниел - Мигел Давис
- Хулиса - Долорес
- Офелия Гилман - Барбара
- Енрике Гусман - Сесар Галан
- Сесар Евора - Естебан Армендарес
- Серхио Блас - Кристиан
- Нора Салинас - Джесика
- Карла Алварес - Исабел
- Шерлин - Кларита
- Алехандра Пениче - Глория Гомес Калдерон
- Едит Маркес - Едит дел Кастийо
- Сесилия Тусайнт - Мариана
- Саул Лисасо - Рафаел Фрегосо
- Хулио Брачо - „Пиранята“
- Лауреано Брисуела - Бащата на Кристиан

## Премиера
Премиерата на Розови връзки за обувки е на 4 април 1994 г. по El Canal de las Estrellas. Последният 600. епизод е излъчен на 26 май 1995 г., като продължителността на всеки епизод е около 24 минути.

## Награди и номинации
Награди TVyNovelas 1995
| Категория                          | Номиниран(а)           | Резултат   |
| ---------------------------------- | ---------------------- | ---------- |
| Най-добра теленовела               | Луис де Яно Маседо     | Номиниран  |
| Най-добра актриса в главна роля    | Анхелика Мария         | Номинирана |
| Най-добра първа актриса            | Мария Тереса Ривас     | Номинирана |
| Най-добър актьор в поддържаща роля | Педро Уебер „Чатануга“ | Печели     |
| Най-добра млада актриса            | Наталия Есперон        | Номинирана |
| Най-добър млад актьор              | Алексис Аяла           | Номиниран  |
| Най-добро женско откритие          | Иран Кастийо           | Номинирана |
| Най-добро женско откритие          | Наталия Есперон        | Печели     |
| Най-добро мъжко откритие           | Флавио Сесар           | Печели     |
| Най-добра младежка теленовела      | Луис де Яно Маседо     | Печели     |

## Версии
- Rakkaus nuoriso, арабска адаптация, направена от MBC през 2005 г.
- Надежда за сърцето, мексиканска адаптация, продуцирана от Луис де Яно Маседо за Телевиса през 2011 г., с участието на Бианка Марокин, Патрисио Боргети, Лусия Мендес, Телма Мадригал и Мане де ла Пара. Историята се слива със сюжета на теленовелата Confidente de secundaria.